# Somente um Deus Pode Nos Salvar
Somente um Deus Pode Nos Salvar (em alemão:  Nur noch ein Gott kann uns retten) refere-se a uma entrevista dada por Martin Heidegger a Rudolf Augstein e George Wolff para a revista Der Spiegel em 23 de setembro de 1966. Heidegger concordou em discutir seu passado político, desde que a entrevista fosse publicada postumamente. Foi publicado cinco dias após sua morte, em 31 de maio de 1976. É traduzido por William J. Richardson para o inglês. 

## Sumário
Na entrevista, Heidegger defendeu seu envolvimento com o Nacional Socialismo de duas maneiras: primeiro, ele argumentou que não havia alternativa, dizendo que estava tentando salvar a universidade (e a ciência em geral) de ser politizada e, portanto, teve que se comprometer com a Administração nazista. Segundo, ele admitiu ter visto um "despertar" (Aufbruch) que poderia ajudar a encontrar uma "nova abordagem nacional e social", mas disse que mudou de ideia sobre isso em 1934, motivado em grande parte pela violência da Noite da Facas Longas. 
Em sua entrevista, Heidegger defendeu como double-speak sua palestra de 1935 descrevendo a "verdade e grandeza interior desse movimento". Ele afirmou que os informantes nazistas que observavam suas palestras entenderiam que por "movimento" ele quis dizer nacional-socialismo. No entanto, Heidegger afirmou que seus alunos dedicados saberiam que essa afirmação não era elogio para o NSDAP. Em vez disso, ele quis dizer isso como ele o expressou entre parênteses que ainda não havia lido, alegado na entrevista, desde o início (e incluído em sua Introdução à Metafísica (1953), a saber, "o confronto da tecnologia planetária e humanidade moderna ". 
O relato de Karl Löwith de 1936 foi citado para contradizer o relato dado na entrevista de Der Spiegel de duas maneiras: que ele não fez nenhuma ruptura decisiva com o nacional-socialismo em 1934 e que Heidegger estava disposto a manter relações mais profundas entre sua filosofia e envolvimento político. Os entrevistadores de Der Spiegel não mencionaram a citação de Heidegger em 1949, comparando a industrialização da agricultura aos campos de extermínio. De fato, os entrevistadores não possuíam muitas das evidências conhecidas pelas simpatias nazistas de Heidegger.